# Galeola
Galeola Lour., 1790 è un genere di piante della famiglia delle Orchidacee (sottofamiglia Vanilloideae).

## Descrizione
Comprende specie erbacee terrestri o rampicanti, saprofite. Hanno lunghi fusti flessibili, di colore rossastro, a crescita monopodiale, con radici aeree in corrispondenza di ogni nodo, con le quali si aggrappano alla pianta ospite. Le foglie sono assenti, ridotte a scaglie triangolari rossastre, una a ciascun nodo.

L'infiorescenza è una pannocchia con rachide ricoperto da una peluria rugginosa e fiori di colore dal giallo al bruno, con labello concavo, dotato di una prominente callosità alla base, e polline aggregato in due masserelle granulari.

## Biologia
Analogamente alle specie dei generi Pseudovanilla e Erythrorchis, queste piante si trovano di solito in associazione con tronchi d'albero in decomposizione, che forniscono cibo ai funghi di cui queste orchidee sono parassite (micoeterotrofia).

## Tassonomia
Il genere comprende le seguenti specie:
- Galeola cathcarthii Hook.f.
- Galeola faberi Rolfe
- Galeola humblotii Rchb.f.
- Galeola nudifolia Lour.

## Distribuzione e habitat
Con l'eccezione di Galeola humblotii, endemica del Madagascar e delle isole Comore, tutte le altre specie del genere sono diffuse nell'Asia tropicale e subtropicale (subcontinente indiano, sud-est asiatico, Cina meridionale e arcipelago indonesiano).